# Kerk van Saint-Menoux
De kerk van Saint-Menoux (Frans: Église Saint-Menoux) is een romaanse kerk gelegen in het centrum van Saint-Menoux in het departement Allier. 

## Geschiedenis
De kerk maakte deel uit van een benedictijnenklooster dat werd gebouwd om de pelgrims te huisvesten die het graf van de Bretonse bisschop Menoux bezochten. Deze heilige uit de zesde of zevende eeuw, die niet officieel erkend wordt door de Rooms-Katholieke Kerk, was waarschijnlijk afkomstig uit Ierland. Op de terugweg van een pelgrimstocht naar Rome besloot hij in het dorp Mailly-sur-Rose, later omgedoopt tot Saint-Menoux, te blijven. Hij wijdde daar de rest van zijn leven aan gebed en meditatie. Door de vele wonderen die hij verrichtte, ook na zijn dood, ontstond een grote verering. De bisschop van Bourges besloot rond het jaar 1000 speciaal hiervoor een kerk met klooster te bouwen. De abdissen organiseerden belangrijke beurzen en markten die dankzij de bescherming van de hertogen van Bourbon veel handelaren en kopers aantrokken. Het dorp ontwikkelde zich rond de abdij.
Tijdens de Revolutie vernielde de burgemeester van de stad de kerk met een groep handlangers. Een paar maanden later wordt hij hiervoor in de gevangenis gegooid. Prosper Mérimée, een bekend schrijver, maar ook inspecteur van de historische monumenten, redde de ernstig in verval geraakte kerk, in 1840 door haar als historisch monument te classificeren.

## Beschrijving
Het oudste deel van de kerk is de narthex uit het einde van de tiende eeuw. Het koor uit het midden van de twaalfde eeuw met zijn deambulatorium en absidiolen is een van de hoogtepunten van de romaanse kunst in de Bourbonnais. Het combineert elementen uit Bourgondië, zoals de gecanneleerde pilasters en Korinthische kapitelen met invloeden uit de Auvergne, met name de opbouw in niveaus van de chevet. Tijdens de gotiek werd het schip herbouwd met behoud van de narthex en de apsis. De klokkentoren en de stenen torenspits, die tijdens de Revolutie zijn verwoest, dateren ook uit deze periode.

## Hetdébredinoire
In de kerk bevindt zich een sarcofaag met de resten van de heilige Menoux. Hierin bevindt zich een groot gat waar iemand met beperkte verstandelijke vermogens (bredin betekent een simpele geest in het plaatselijke dialect) zijn hoofd doorheen kan steken om genezen te worden. Dit gebruik is verbonden met een legende over Menoux. De dorpsgek Blaise zou hem vaak geholpen hebben. Na de dood van de bisschop weigerde Blaise hem te verlaten. Om Menoux te blijven eren stak hij zijn hoofd door een gat dat in de sarcofaag was gemaakt. Na verloop van tijd zou hij een wijs man geworden zijn.

## Afbeeldingen

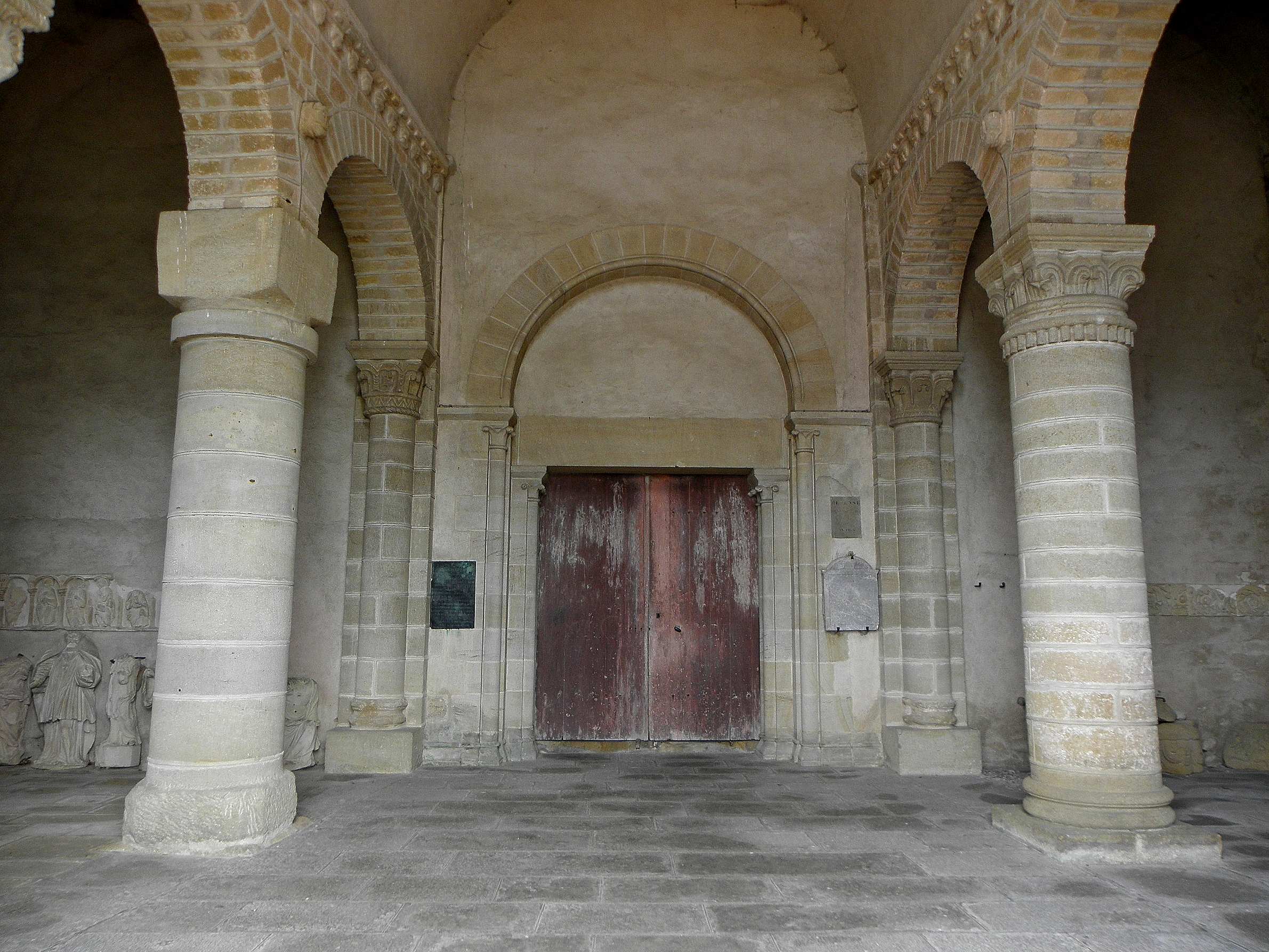
narthex, interieur
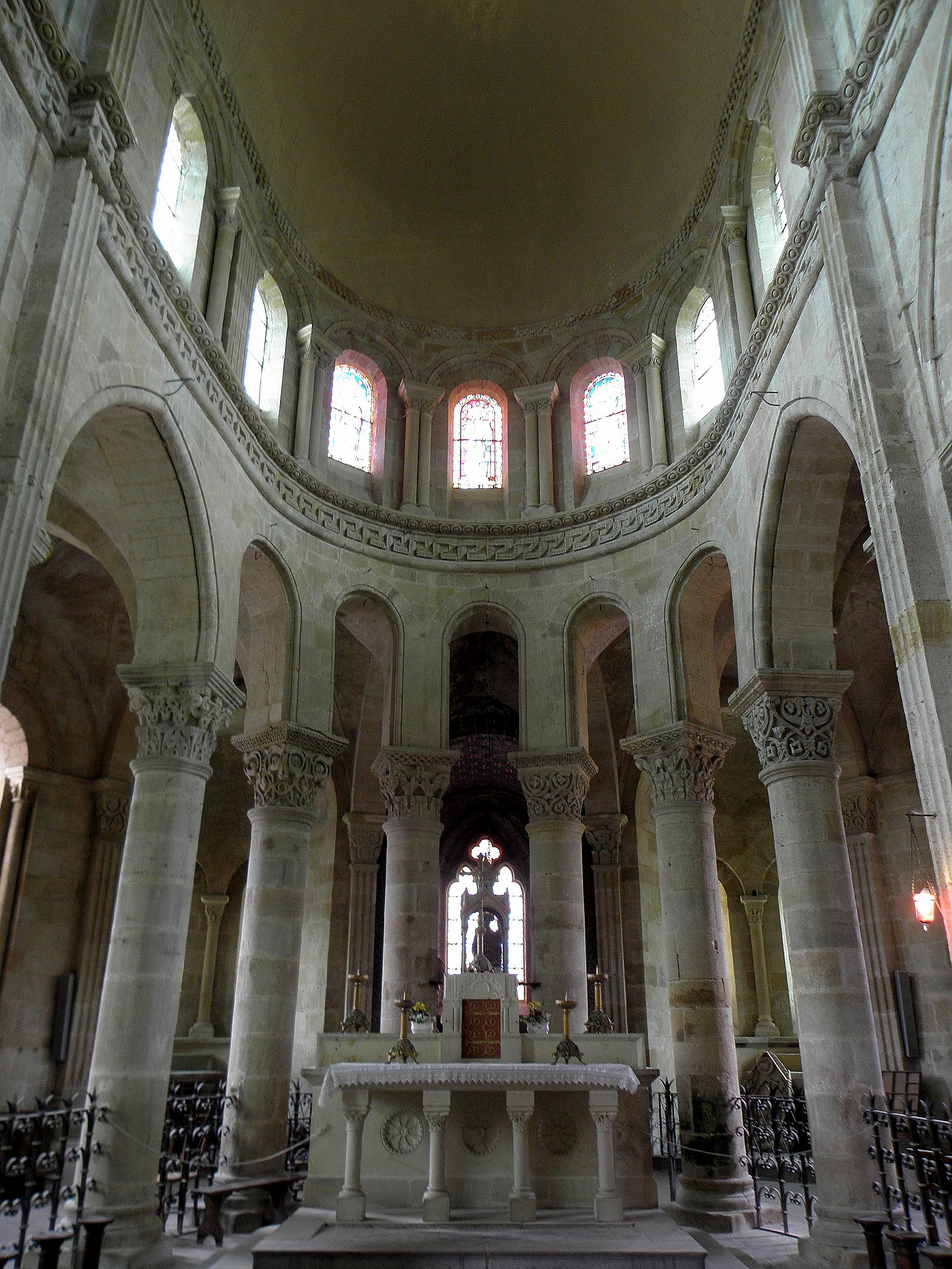
koor
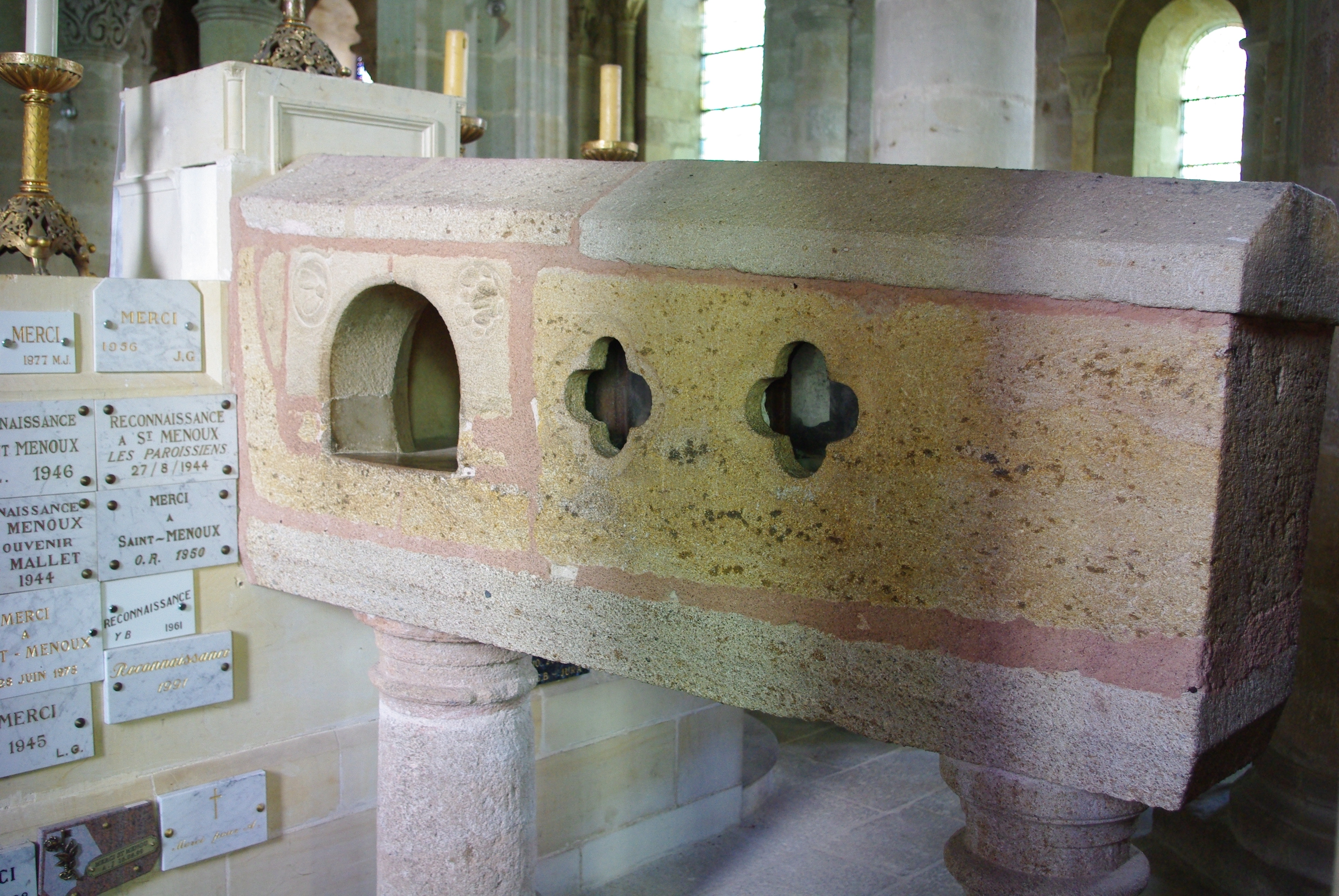
débredinoire
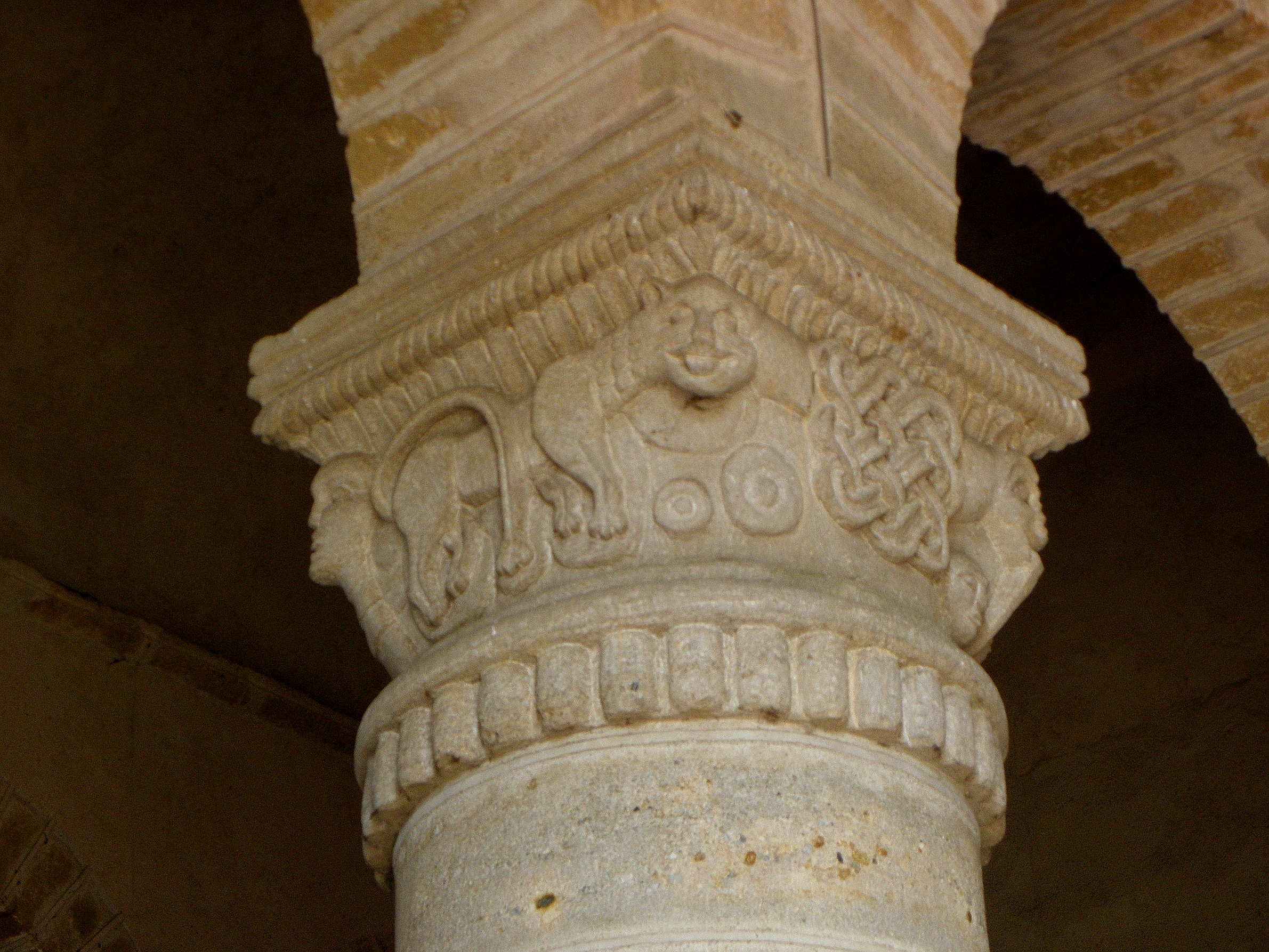
kapiteel in de narthex
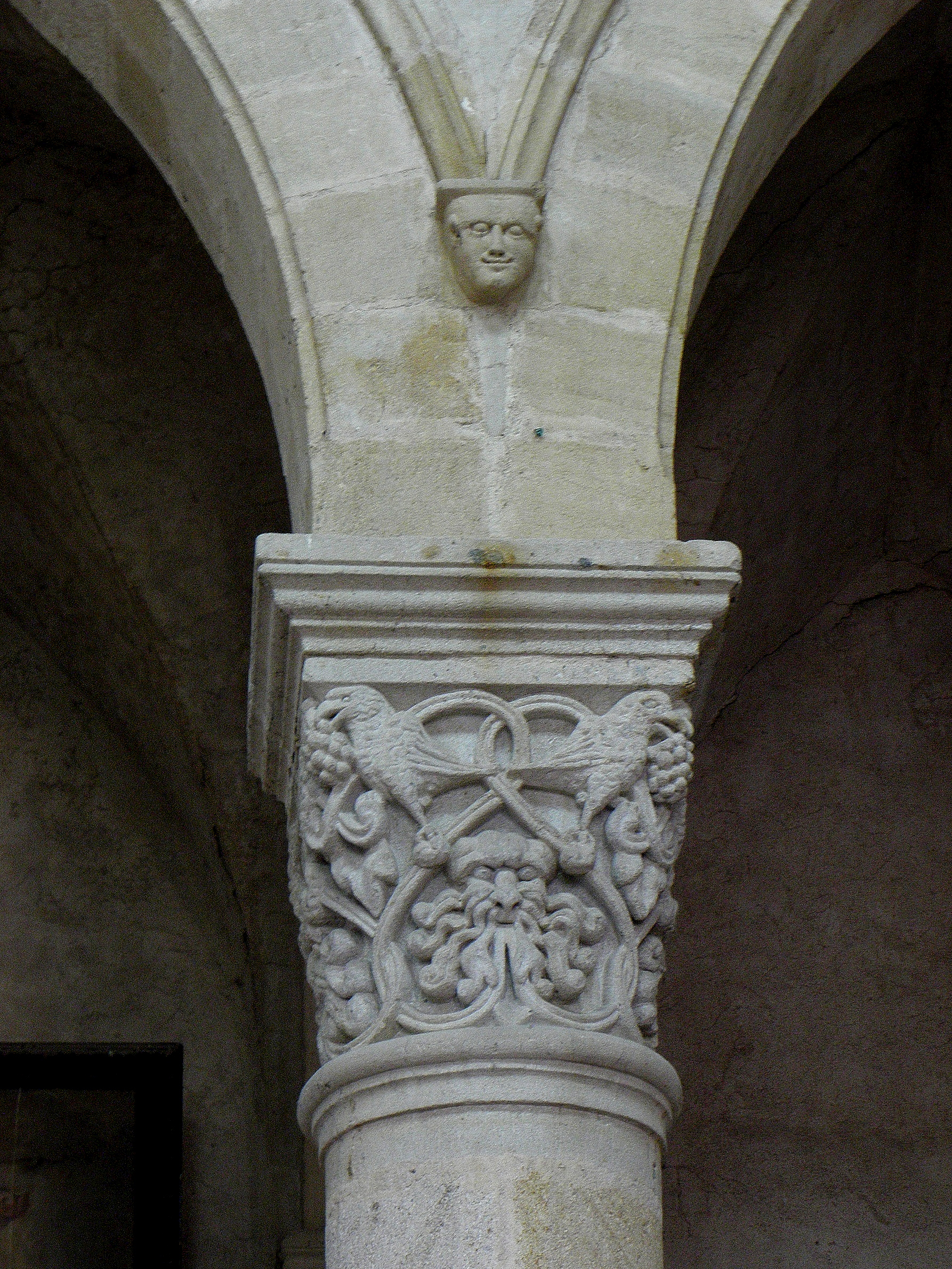
kapiteel